# Bianca Lapini
Bianca Lapini (Arezzo, 13 luglio 2002) è una pallavolista italiana, schiacciatrice del Firenze.

## Caratteristiche tecniche
Ricopre il ruolo di schiacciatrice, tuttavia può anche essere schierata come libero.

## Carriera

### Club
La carriera di Bianca Lapini inizia nelle giovanili dell'Olimpia Firenze, per poi passare in quelle del San Michele, del Volleyrò nel 2016 e del San Casciano nel 2018, giocando poi nella squadra che disputa il campionato di Serie B2 nella stagione 2019-20, con la quale ottiene la promozione in Serie B1 al termine dell'annata 2020-21: nella stagione 2021-22 viene promossa in prima squadra, in Serie A1, dove aveva ottenuto già qualche convocazione in quella precedente.
Nella stagione 2023-24 viene ingaggiata dal Mondovì, mentre per il campionato 2024-25 torna nuovamente al Firenze, in massima divisione.